# Corbehem
Corbehem est une commune française située dans le département du Pas-de-Calais en région Hauts-de-France. Ses habitants sont appelés les Corbehemois. La commune est membre de la communauté de communes Osartis Marquion.
La commune de Corbehem (nom officiel depuis 1801), traversée par la Scarpe canalisée, est située dans le nord-est du département du Pas-de-Calais et limitrophe du département du Nord. Elle se trouve à 4 km, à vol d'oiseau, au sud-ouest de la commune de Douai. C’est une commune de type ceinture urbaine selon l'Insee, appartenant à l’unité urbaine de Douai-Lens, avec une population de 2 268 habitants au dernier recensement de 2022, elle connait un pic de population en 1975 avec 2 611 habitants.
L'économie principale de la commune a longtemps été la sucrerie et la papèterie acquise par Ferdinand Béghin (fils d'Henri Béghin, industriel du sucre) au sortir de la Première Guerre mondiale, l'ensemble ferme définitivement en 2014.
À la suite de la Première Guerre mondiale et des destructions subies, la commune est décorée de la croix de guerre 1914-1918.

## Géographie

### Localisation
Localisée dans l'extrême sud-est du département du Pas-de-Calais et limitrophe du département du Nord, Corbehem est une commune traversée par la Scarpe canalisée et située, à vol d'oiseau, à 4 km au sud-ouest de la commune de Douai (aire d'attraction) et à 20 km au nord-est de la commune d’Arras (chef-lieu d'arrondissement et préfecture du Pas-de-Calais).
Le territoire de la commune est limitrophe de ceux de cinq communes, dont trois, Courchelettes, Férin et Lambres-lez-Douai, dans le département du Nord.
Les communes limitrophes sont Lambres-lez-Douai, Courchelettes, Férin, Brebières et Gouy-sous-Bellonne.

### Géologie et relief
La superficie de la commune est de 2,6 km2 ; son altitude varie de 28  à   36 m.

### Hydrographie
Le territoire de la commune est situé dans le bassin Artois-Picardie.
La commune est baignée par la Scarpe canalisée, d'une longueur de 67 km, qui prend sa source dans la commune d'Arras et se jette dans L'Escaut canalisé au niveau de la commune de Mortagne-du-Nord dans le département du Nord. La Scarpe canalisée constitue, au niveau de la commune, la limite entre la Scarpe-Supérieure et la Scarpe Moyenne,.
La commune se trouve au confluent de cette rivière avec le canal de la Sensée (élément de la liaison à grand gabarit Dunkerque-Escaut), d'une longueur de 8,18 km, qui prend sa source dans la commune d'Arleux et se jette dans La Scarpe canalisée au niveau de la commune et qui est à l'origine du canal de dérivation de la Scarpe (également partie de la liaison à grand gabarit) qui traverse l'agglomération de Douai et du canal 
ancien de la ̈Scarpe qui passe au centre de la ville de Douai.
Par ailleurs, la commune est traversée par le Filet de Noyelles, cours d'eau naturel non navigable de 4,66 km, qui prend sa source dans la commune de Noyelles-sous-Bellonne et se jette dans la petite Sensée au niveau de la commune de Courchelettes.

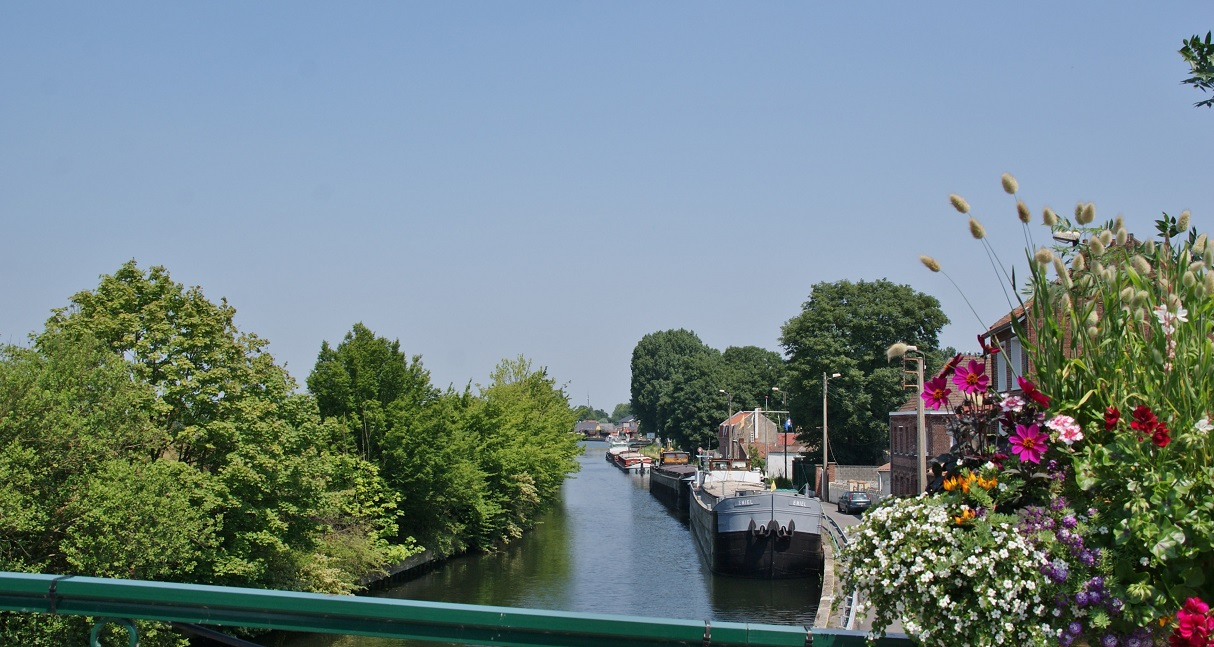
La « Scarpe canalisée »…
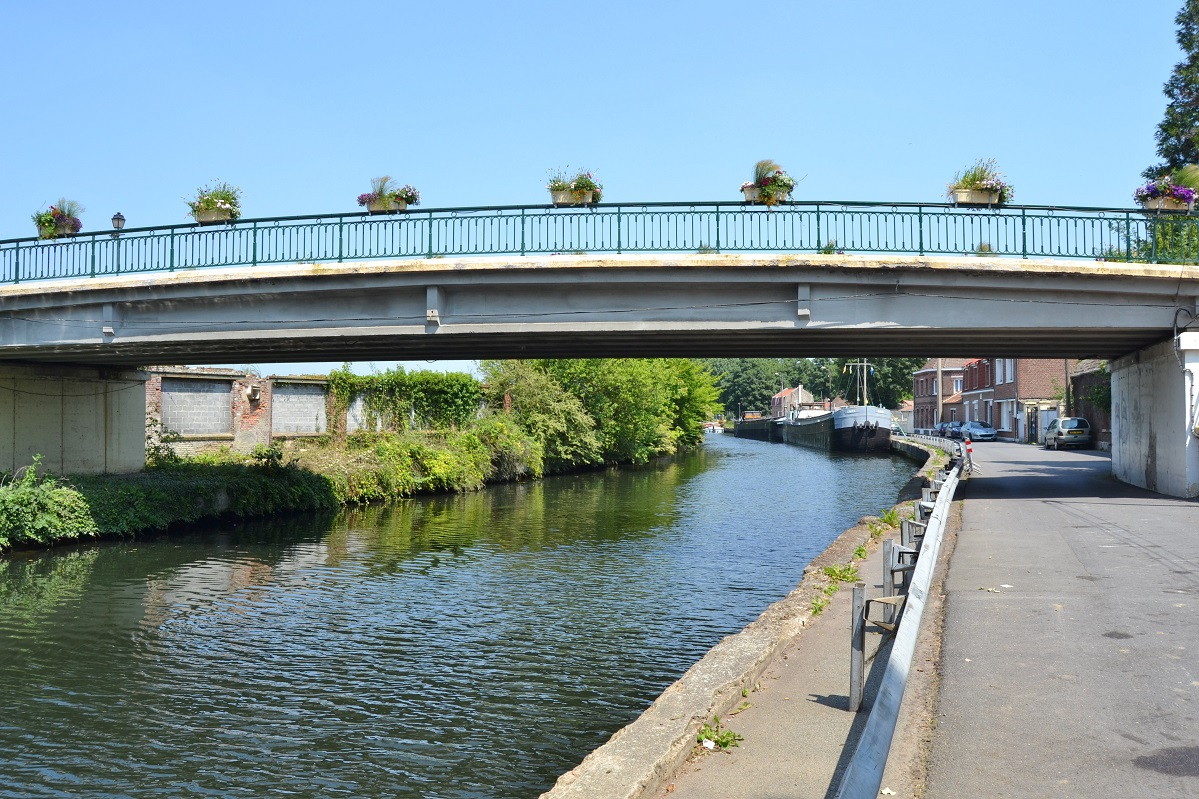
…dans la commune.
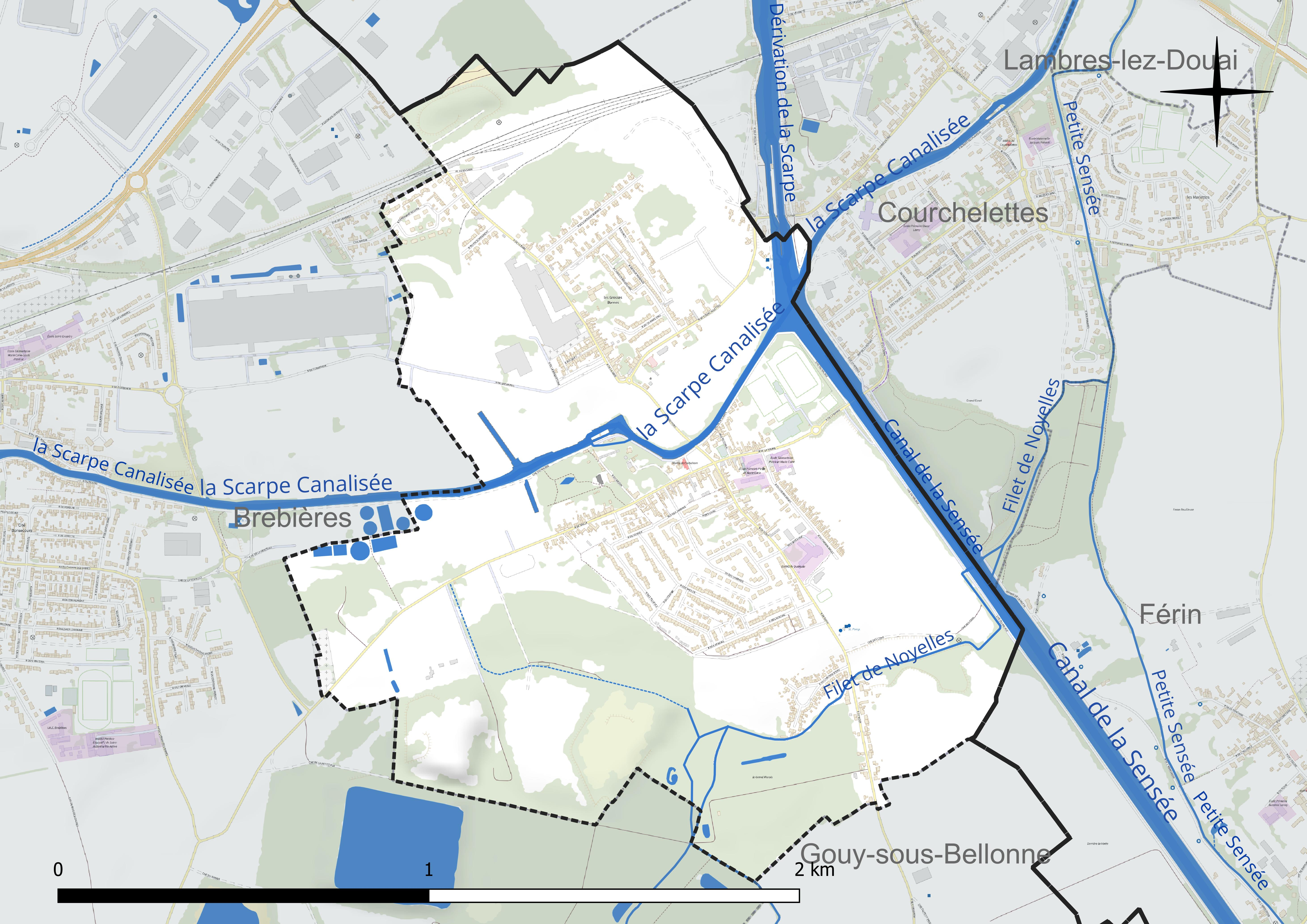
Le réseau hydrographique de Corbehem[Note 1].

### Climat
Pour des articles plus généraux, voir Climat des Hauts-de-France et Climat du Pas-de-Calais.
En 2010, le climat de la commune est de type climat océanique dégradé des plaines du Centre et du Nord, selon une étude du CNRS s'appuyant sur une série de données couvrant la période 1971-2000. En 2020, Météo-France publie une typologie des climats de la France métropolitaine dans laquelle la commune est exposée à un climat océanique et est dans la région climatique Nord-est du bassin Parisien, caractérisée par un ensoleillement médiocre, une pluviométrie moyenne régulièrement répartie au cours de l’année et un hiver froid (3 °C).
Pour la période 1971-2000, la température annuelle moyenne est de 10,5 °C, avec une amplitude thermique annuelle de 14,5 °C. Le cumul annuel moyen de précipitations est de 718 mm, avec 12,3 jours de précipitations en janvier et 8,9 jours en juillet. Pour la période 1991-2020, la température moyenne annuelle observée sur la station météorologique la plus proche, située sur la commune de Douai à 5 km à vol d'oiseau, est de 11,0 °C et le cumul annuel moyen de précipitations est de 729,2 mm,. Pour l'avenir, les paramètres climatiques de la commune estimés pour 2050 selon différents scénarios d'émission de gaz à effet de serre sont consultables sur un site dédié publié par Météo-France en novembre 2022.
| Mois                                  | jan.             | fév.             | mars          | avril         | mai             | juin         | jui.           | août           | sep.          | oct.          | nov.            | déc.             | année      |
| ------------------------------------- | ---------------- | ---------------- | ------------- | ------------- | --------------- | ------------ | -------------- | -------------- | ------------- | ------------- | --------------- | ---------------- | ---------- |
| Température minimale moyenne (°C)     | 1,5              | 1,5              | 3,3           | 5,1           | 8,5             | 11,4         | 13,2           | 13             | 10,4          | 7,8           | 4,5             | 2,1              | 6,9        |
| Température moyenne (°C)              | 4                | 4,5              | 7,2           | 10,1          | 13,5            | 16,5         | 18,6           | 18,4           | 15,3          | 11,5          | 7,3             | 4,5              | 11         |
| Température maximale moyenne (°C)     | 6,4              | 7,4              | 11,2          | 15,1          | 18,5            | 21,6         | 23,9           | 23,9           | 20,1          | 15,2          | 10,1            | 6,9              | 15         |
| Record de froid (°C) date du record   | −20,5 08.01.1985 | −12,5 07.02.1991 | −11 13.03.13  | −4,5 11.04.03 | −1,5 05.05.1996 | 1 02.06.1962 | 4,1 17.07.1971 | 0,8 17.08.1966 | 0 19.09.1977  | −6 30.10.1997 | −9,5 23.11.1998 | −12,5 29.12.1996 | −20,5 1985 |
| Record de chaleur (°C) date du record | 15 01.01.22      | 19,5 24.02.21    | 24,8 31.03.21 | 28 20.04.1968 | 31,3 27.05.05   | 36 27.06.11  | 40,8 25.07.19  | 36,6 08.08.20  | 35,5 15.09.20 | 29 01.10.11   | 20,5 07.11.15   | 16,2 31.12.22    | 40,8 2019  |
| Précipitations (mm)                   | 57,8             | 51,4             | 52,5          | 41,9          | 56,6            | 63,3         | 68,1           | 68,1           | 60,9          | 64,4          | 71              | 73,2             | 729,2      |

### Paysages

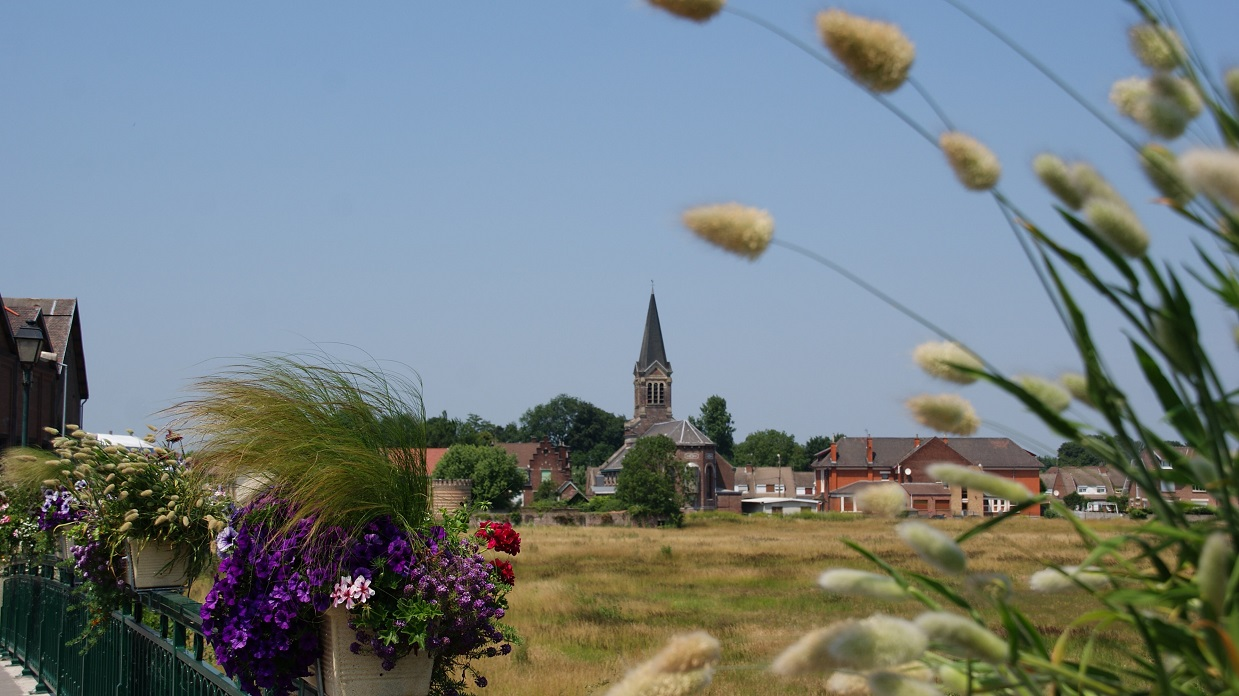
Paysage de Corbehem.

### Milieux naturels et biodiversité

#### Zone naturelle d'intérêt écologique, faunistique et floristique
L’inventaire des zones naturelles d'intérêt écologique, faunistique et floristique (ZNIEFF) a pour objectif de réaliser une couverture des zones les plus intéressantes sur le plan écologique, essentiellement dans la perspective d’améliorer la connaissance du patrimoine naturel national et de fournir aux différents décideurs un outil d’aide à la prise en compte de l’environnement dans l’aménagement du territoire.
Le territoire communal comprend une ZNIEFF de type 1 : les bassins de Brebières et bois du grand marais. Cette ZNIEFF associe de vastes zones en eau (bassins de décantation) avec vasières et roselières et des végétations forestières dégradées par la plantation massive de peupliers.

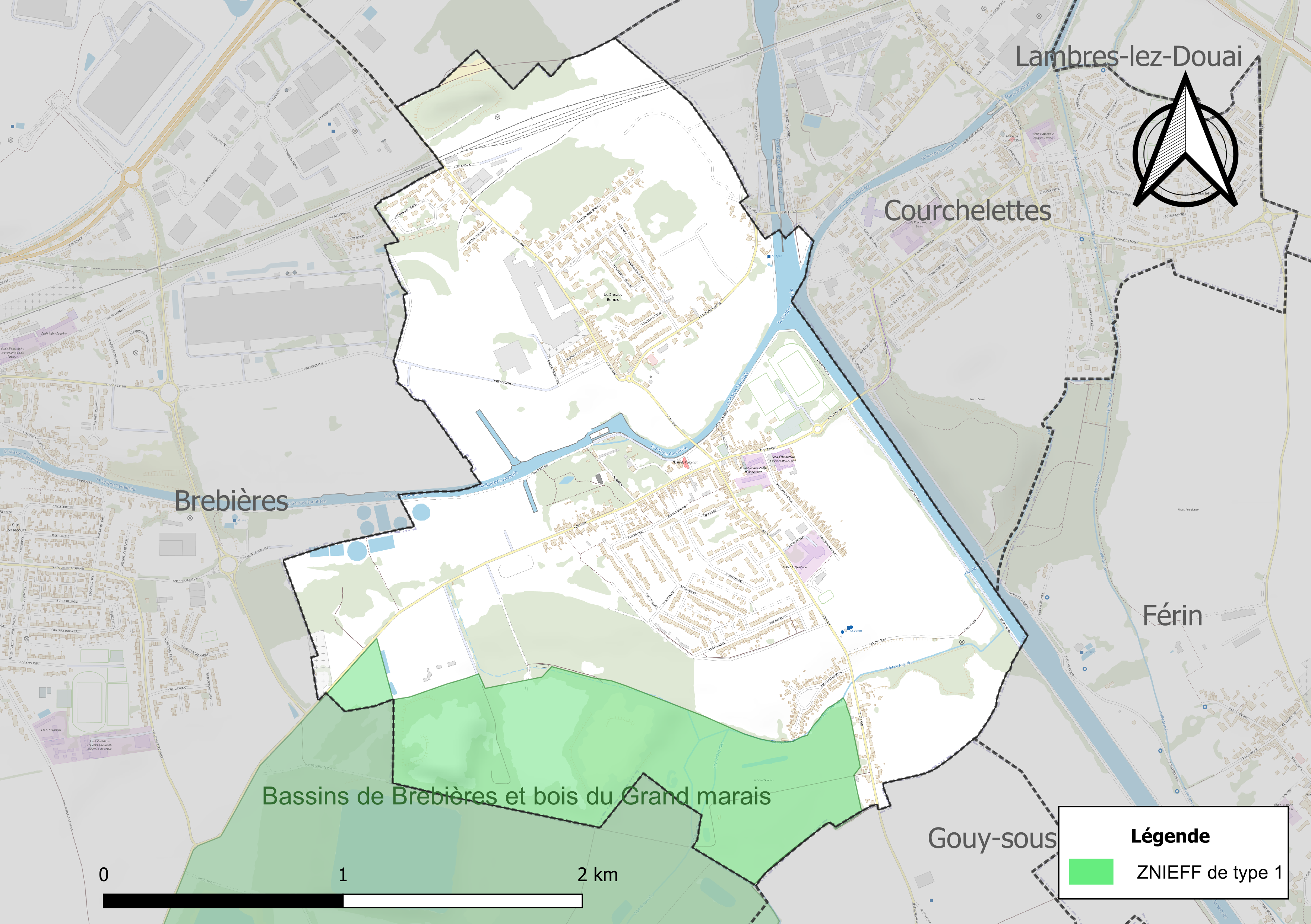
Carte de la ZNIEFF sur la commune.

## Urbanisme

### Typologie
Au 1er janvier 2024, Corbehem est catégorisée ceinture urbaine, selon la nouvelle grille communale de densité à sept niveaux définie par l'Insee en 2022.
Elle appartient à l'unité urbaine de Douai-Lens, une agglomération inter-départementale regroupant 67  communes, dont elle est une commune de la banlieue,,. Par ailleurs la commune fait partie de l'aire d'attraction de Douai, dont elle est une commune de la couronne,. Cette aire, qui regroupe 61 communes, est catégorisée dans les aires de 50 000 à moins de 200 000 habitants,.

### Occupation des sols
L'occupation des sols de la commune, telle qu'elle ressort de la base de données européenne d’occupation biophysique des sols Corine Land Cover (CLC), est marquée par l'importance des territoires artificialisés (61,3 % en 2018), en diminution par rapport à 1990 (72,3 %). La répartition détaillée en 2018 est la suivante : 
zones urbanisées (32,9 %), zones industrielles ou commerciales et réseaux de communication (28,3 %), terres arables (19,7 %), zones agricoles hétérogènes (11,1 %), forêts (7,9 %). L'évolution de l’occupation des sols de la commune et de ses infrastructures peut être observée sur les différentes représentations cartographiques du territoire : la carte de Cassini (XVIIIe siècle), la carte d'état-major (1820-1866) et les cartes ou photos aériennes de l'IGN pour la période actuelle (1950 à aujourd'hui).

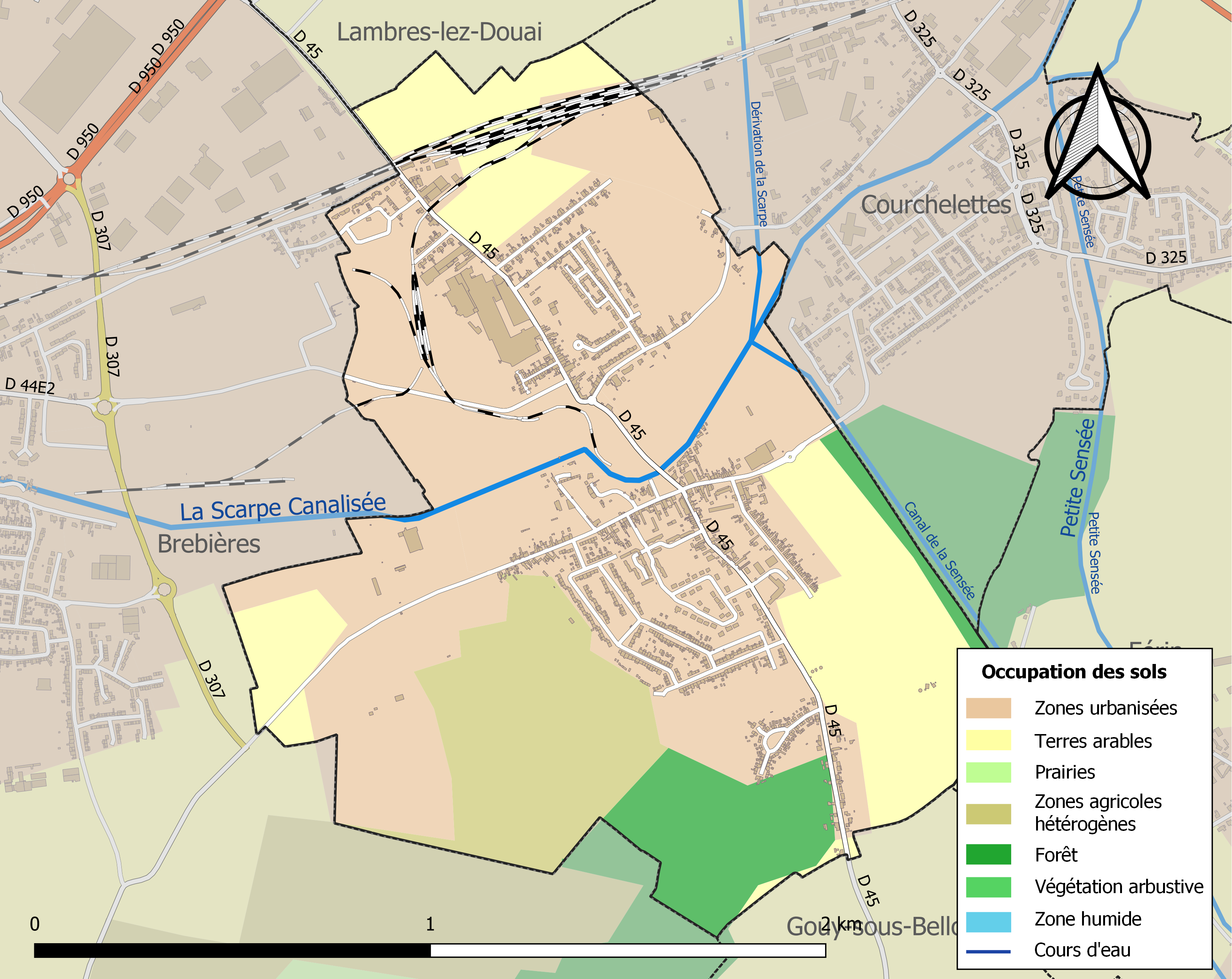
Carte des infrastructures et de l'occupation des sols de la commune en 2018 (CLC).

### Voies de communication et transports

#### Voies de communication
La commune est desservie par la route départementale D 45.

#### Transport ferroviaire
Le nord de son territoire est traversé par la ligne de Paris-Nord à Lille, et dispose d'une halte desservie par des trains TER Hauts-de-France qui effectuent des missions entre les gares : de Arras, ou Achiet, et de Douai ; d'Arras et de Lille-Flandres.

## Toponymie
Le nom de la localité est attesté sous les formes Corbelhan en 1081 ; Corbelhem en 1105 ; Corbehem en 1289 ; Corbehan en 1297 ; Corbeham en 1306 ; Corbehan  en 1307 ; Courbehem en 1515 ; Corbehein en 1720, Corbehem en 1793 et Corbihem et Corbehem depuis 1801.
Corbeham en flamand.

## Histoire

### Révolution française
En prémisse à la Révolution française, dans leur cahier de doléances, plaintes et remontrances, les habitants, corps et communautés de Corbehem réunis en assemblée le 29 mars 1789, demandent : 
- 32 députés du tiers-état, élus par les communautés de campagne, pour représenter la province d'Artois ;
- des suffrages comptés par tête et (non) par ordre ;
- une justice rendue gratuitement ;
- un impôt pour tous, y compris les nobles et les ecclésiastiques ;
- la suppression des corvées ;
- la suppression des fiefs dans les familles roturières ;
- que chaque communauté puisse défricher ou conserver ses communes, marais ou pâturages ;
- que l'on oblige les États de distribuer les quatre cents mille livres accordées à l’assemblée générale à chacun des habitants dont les récoltes ont été grêlées le treize juillet dernier, à proportion des pertes qu’ils ont essuyées, selon les estimations faites par les experts envoyés de la part desdits États.

### XIXesiècle
La ligne de chemin de fer Paris - Lille a été mise en service en 1846. En 1907 est créé un embranchement vers Lens qui a fonctionné de 1907 à 1955 (pour les voyageurs).
La commune s'industrialise dès 1838, avec la création de la distillerie Lefebvre en 1838, attirée par la voie d'eau de la Scarpe. De nombreuses autres entreprises industrielles s'installent ensuite sur la commune : raffinerie de sucre, chaudronnerie, potasserie, malterie,...
Un embranchement particulier est établi en 1883 pour relier la ligne de chemin de fer à l'embranchement industriel établi par M. Paul Paix et Cie.

### Première Guerre mondiale
La commune a subi des destructions pendant la Première Guerre mondiale,,,,.
Elle est décorée de la croix de guerre 1914-1918 le 23 septembre 1920, distinction également attribuée à 276 autres communes du Pas-de-Calais,.
La reconstruction est menée notamment par la Société coopérative de reconstruction de Corbehem.

### Entre-deux-guerres
Les frères Joseph et Henri Beghin, qui exploitent la sucrerie de Thumeries, rachètent de multiples usines détruites lors de la Première Guerre mondiale, ainsi que des champs et des habitations. Ils construisent la sucrerie en 1920 à l'emplacement de l'ancienne distillerie Lefebvre, puis la cartonnerie en 1926. Les deux premières usines à papier sont mises en service en 1928 et 1929, destinées principalement au papier journal. Au début des années 1930, le site comporte une sucrerie, une distillerie, deux machines à carton et 3 machines à papier. Dès 1934, l'usine se dote d'une centrale électrique, dont les chaudières alimentent également en vapeur les rouleaux sécheurs des machines à papier,,,.

### Trente glorieuses et temps actuels
Ferdinand Béghin, fils d'Henri, reprend les installations Béghin et assure son développement. La sucrerie devient la plus importante du groupe. La cartonnerie sert à la fois à l'emballage du sucre, avec la machine no 1 et la production vendue à d'autres entreprise (machine no 2. En 1957 est mise en service la machine no 4. En 1961, l'usine est la première papèterie de France, essentiellement destinée à la production de papier journal. En 1963, elle est l'une des premières à produire papier couché, notamment utilisé par les magazines, activité qui deviendra la principale de l'entreprise à partir des années 1980. Compte tenu de l'importante consommation énergétique de l'entreprise, une deuxième centrale est mise en service en 1963, puis une troisième centrale à gaz dans les années 1980, sans pour autant permettre à l'usine d'être autosuffisante en énergie, qui est alors l'un des 10 premiers clients nationaux d'EDF.
L'usine commence à décliner à partir des années 1970, avec l'arrêt de la machine à carton no 1  en 1979, de la distillerie en 1983, et de la sucrerie, devenue trop petite, en 1986.puis l'arrêt de la cartonnerie en 1997. Il ne subsiste plus que la papeterie, qui change à plusieurs reprises de dénomination pour devenir, en 1998, Stora Enso. La machine no 5 est mise en service en 1990, et remplace les machines no 1 et 2 qui sont alors arrêtées. Cette machine no 5 est alors la plus grande du monde. L'industrie du papier couché étant devenue excédentaire au niveau mondial, les machines no 3 et 4 sont arrêtées, malgré un important conflit social en 2006, et ne subsiste que la machine no 5.
En 2006, le groupe finlandais Stora Enso annonce un plan de réduction mondial des effectifs. Pour éviter le licenciement, ses salariés français fondent les Géants du papier solidaire. En septembre 2006, le fonds d'investissement Green Recovery propose de racheter deux machines à papier à Corbehem, mais le projet est bloqué à la dernière minute.
La papèterie ferme en 2014.

## Politique et administration

### Découpage territorial
La commune se trouve dans l'arrondissement d'Arras du département du Pas-de-Calais.

#### Commune et intercommunalités
Corbehem était membre de la communauté de communes Osartis, créée à la fin de 1999 sous le nom de  communauté de communes Scarpe-Sensée .
Celle-ci fusionne avec sa voisine pour former, le 1er janvier 2014 la communauté de communes Osartis Marquion dont est désormais membre la commune. Cette communauté de communes Osartis Marquion regroupe 49 communes et totalise 42 651 habitants en 2021.

#### Circonscriptions administratives
La commune faisait partie depuis 1793 du canton de Vitry-en-Artois. Dans le cadre du redécoupage cantonal de 2014 en France, la commune fait désormais partie du canton de Brebières.

#### Circonscriptions électorales
Pour l'élection des députés, la commune fait partie depuis 2012 de la première circonscription du Pas-de-Calais.

### Élections municipales et communautaires
Lors du premier tour des élections municipales le 15 mars 2020, dix-neuf sièges sont à pourvoir ; on dénombre 1 512 inscrits, dont 777 votants (51,39 %), 8 votes blancs (1,03 %) et 749 suffrages exprimés (96,40 %). La liste Corbehem avenir menée par le maire sortant Dominique Bertout recueille 562 voix (75,03 %) et ainsi dix-sept sièges au conseil municipal contre deux pour la liste Corbehem ensemble menée par Éric Morelle avec 187 voix (24,97 %).

#### Liste des maires
| Période                                  | Période                   | Identité                    | Étiquette   | Qualité |
| ---------------------------------------- | ------------------------- | --------------------------- | ----------- | --- |
| Les données manquantes sont à compléter. |                           |                             |             | |
|                                          |                           | André Evrard                | Républicain | Conseiller général de Vitry-en-Artois (1886 → 1913)                                                                                 |
|                                          |                           | Jules Evrard                | RG          | Fils du précédent Conseiller général de Vitry-en-Artois (1913 → 1928)                                                               |
| 1947                                     |                           | Jean Desmons                |             | Ancien combattant |
| octobre 1948                             | mars 1971                 | Marcel Flodrops             | SFIO        | |
| mars 1971                                | mars 1983                 | Claude Paquet (1928-2021)   | SE          | Responsable SAV de la SEUM, maire honoraire                                                                                         |
| mars 1983                                | mars 2008                 | Maurice Herbaut (1930-2014) | DVG         | Employé de la métallurgie, maire honoraire                                                                                          |
| mars 2008                                | En cours (au 26 mai 2020) | Dominique Bertout           | DVG         | Chargé d'affaires Vice-président de la CC Osartis Marquion (2014 → ) Réélu pour le mandat 2014-2020 Réélu pour le mandat 2020-2026, |

## Équipements et services publics

### Espaces publics
La commune est labellisée « 2 fleurs » au concours des villes et villages fleuris.

### Justice, sécurité, secours et défense
La commune dépend du tribunal judiciaire d'Arras, du conseil de prud'hommes d'Arras, de la cour d'appel de Douai, du tribunal de commerce d'Arras, du tribunal administratif de Lille, de la cour administrative d'appel de Douai, du pôle nationalité du tribunal judiciaire d’Arras et du tribunal pour enfants d'Arras.

## Population et société

### Démographie
Les habitants sont appelés les Corbehemois.

#### Évolution démographique
L'évolution du nombre d'habitants est connue à travers les recensements de la population effectués dans la commune depuis 1793. Pour les communes de moins de 10 000 habitants, une enquête de recensement portant sur toute la population est réalisée tous les cinq ans, les populations de référence des années intermédiaires étant quant à elles estimées par interpolation ou extrapolation. Pour la commune, le premier recensement exhaustif entrant dans le cadre du nouveau dispositif a été réalisé en 2005.

En 2022, la commune comptait 2 268 habitants, en évolution de −3,78 % par rapport à 2016 (Pas-de-Calais : −0,72 %, France hors Mayotte : +2,11 %).
| 1793 | 1800 | 1806 | 1821 | 1831 | 1836 | 1841 | 1846 | 1851 |
| ---- | ---- | ---- | ---- | ---- | ---- | ---- | ---- | ---- |
| 268  | 249  | 274  | 283  | 334  | 303  | 360  | 352  | 387  |

| 1856 | 1861 | 1866 | 1872 | 1876 | 1881 | 1886 | 1891  | 1896  |
| ---- | ---- | ---- | ---- | ---- | ---- | ---- | ----- | ----- |
| 600  | 620  | 677  | 747  | 767  | 850  | 931  | 1 009 | 1 026 |

| 1901  | 1906  | 1911  | 1921 | 1926  | 1931  | 1936  | 1946  | 1954  |
| ----- | ----- | ----- | ---- | ----- | ----- | ----- | ----- | ----- |
| 1 053 | 1 102 | 1 123 | 914  | 1 228 | 1 471 | 1 692 | 1 592 | 1 607 |

| 1962  | 1968  | 1975  | 1982  | 1990  | 1999  | 2005  | 2006  | 2010  |
| ----- | ----- | ----- | ----- | ----- | ----- | ----- | ----- | ----- |
| 1 870 | 2 094 | 2 611 | 2 368 | 2 346 | 2 318 | 2 224 | 2 224 | 2 221 |

| 2015  | 2020  | 2022  | - | - | - | - | - | - |
| ----- | ----- | ----- | - | - | - | - | - | - |
| 2 344 | 2 272 | 2 268 | - | - | - | - | - | - |

#### Pyramide des âges
En 2018, le taux de personnes d'un âge inférieur à 30 ans s'élève à 36,5 %, soit légèrement en dessous de la moyenne départementale (36,7 %). De même, le taux de personnes d'âge supérieur à 60 ans est de 24,1 % la même année, alors qu'il est de 24,9 % au niveau départemental.
En 2018, la commune comptait 1 144 hommes pour 1 195 femmes, soit un taux de 51,09 % de femmes, légèrement inférieur au taux départemental (51,5 %).
Les pyramides des âges de la commune et du département s'établissent comme suit.
| Hommes | Classe d’âge | Femmes |
| ------ | ------------ | ------ |
| 0,4    | 90 ou +      | 2,7    |
| 5,7    | 75-89 ans    | 10,8   |
| 12,7   | 60-74 ans    | 15,6   |
| 20,2   | 45-59 ans    | 17,4   |
| 20,3   | 30-44 ans    | 20,9   |
| 16,2   | 15-29 ans    | 14,7   |
| 24,5   | 0-14 ans     | 17,9   |

| Hommes | Classe d’âge | Femmes |
| ------ | ------------ | ------ |
| 0,5    | 90 ou +      | 1,6    |
| 5,6    | 75-89 ans    | 8,9    |
| 16,7   | 60-74 ans    | 18,1   |
| 20,2   | 45-59 ans    | 19,2   |
| 18,9   | 30-44 ans    | 18,1   |
| 18,2   | 15-29 ans    | 16,2   |
| 19,9   | 0-14 ans     | 17,9   |

## Économie
L'entreprise de construction Colas Nord-Picardie inaugure en mai 2009 une usine d'enrobement sur l'ancien site de Stora Enso, certains ouvriers du groupe finlandais y étant embauchés.

## Culture locale et patrimoine

### Lieux et monuments
- Le château d'eau.
- L'église Notre-Dame construite sur l'initiative de l'abbé Deplantay, curé de Corbehem, vers 1896, aux  frais du banquier Louis Dupont, qui habitait le village[58], reconstruite dans les années 1920 en conservant les parties qui ont échappé aux destructions de la Première Guerre mondiale. L'église, de style néo-gothique  est principalement en briques. Au-dessus du portail se trouve une statue de la Vierge à l'Enfant, sous laquelle se trouvent les lettres « AM » entrelacées, pour « Ave Maria »[59]. Elle contient des fonts baptismaux de 1530 en grès[60] et un buffet d'orgue, également de style néo-gothique, en chêne teinté, composé de quatre tourelles et de trois plates-faces[61].
- Le monument aux morts d'Henri-Émile Rogerol[62].
- La gare de Corbehem.
- Le manoir des Cèdres, qui appartient à la famille Lefebvre, créateur de la distillerie au début du XIXe siècle. En ruines à la fin de la Première Guerre mondiale, le manoir est reconstruit en 1924 et doté d'une belle façade Art déco agrémentée de bow-windows colorés et d’une verrière réalisée par le maître-verrier lillois Pierre Turpin[63]

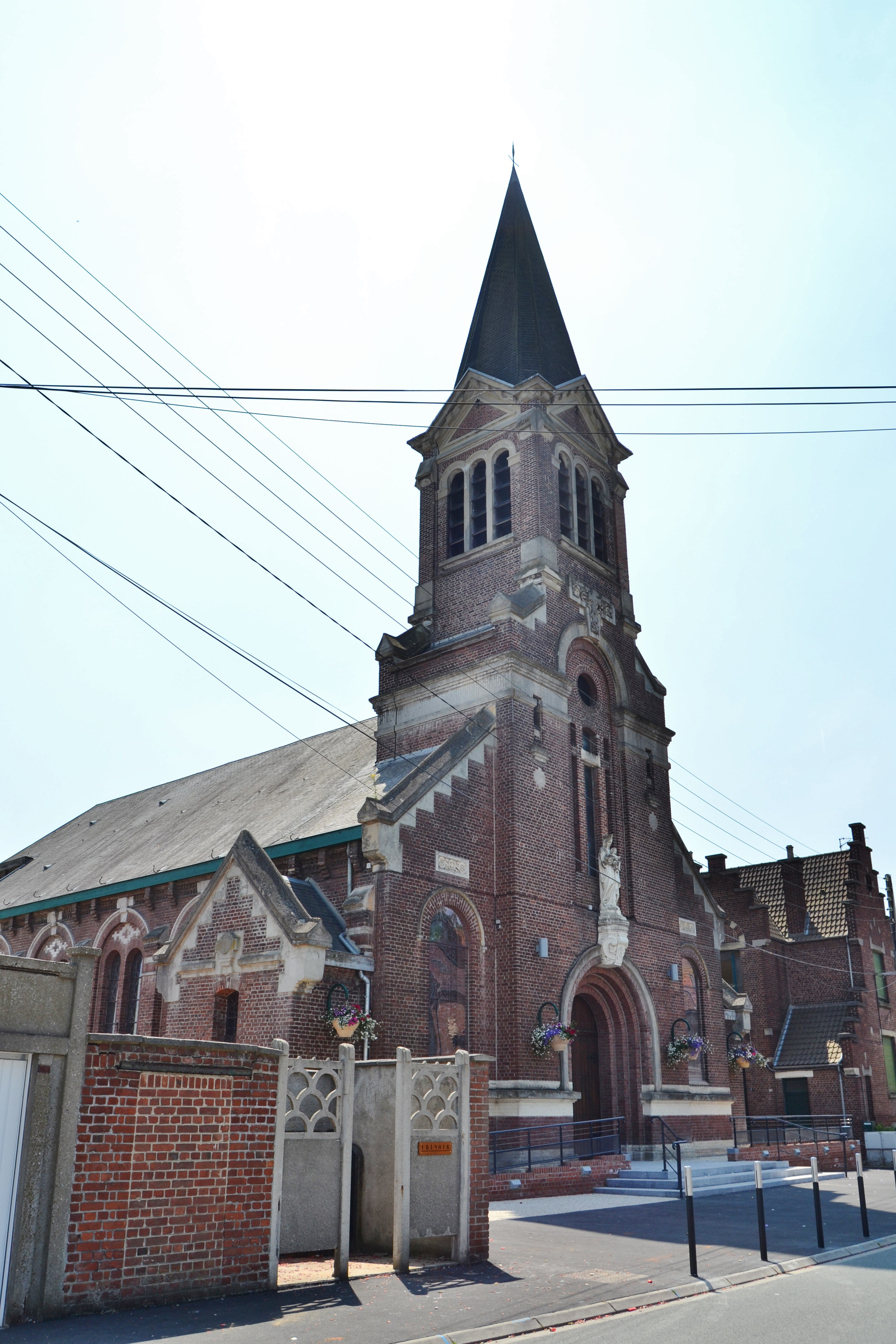
L'église Notre-Dame.
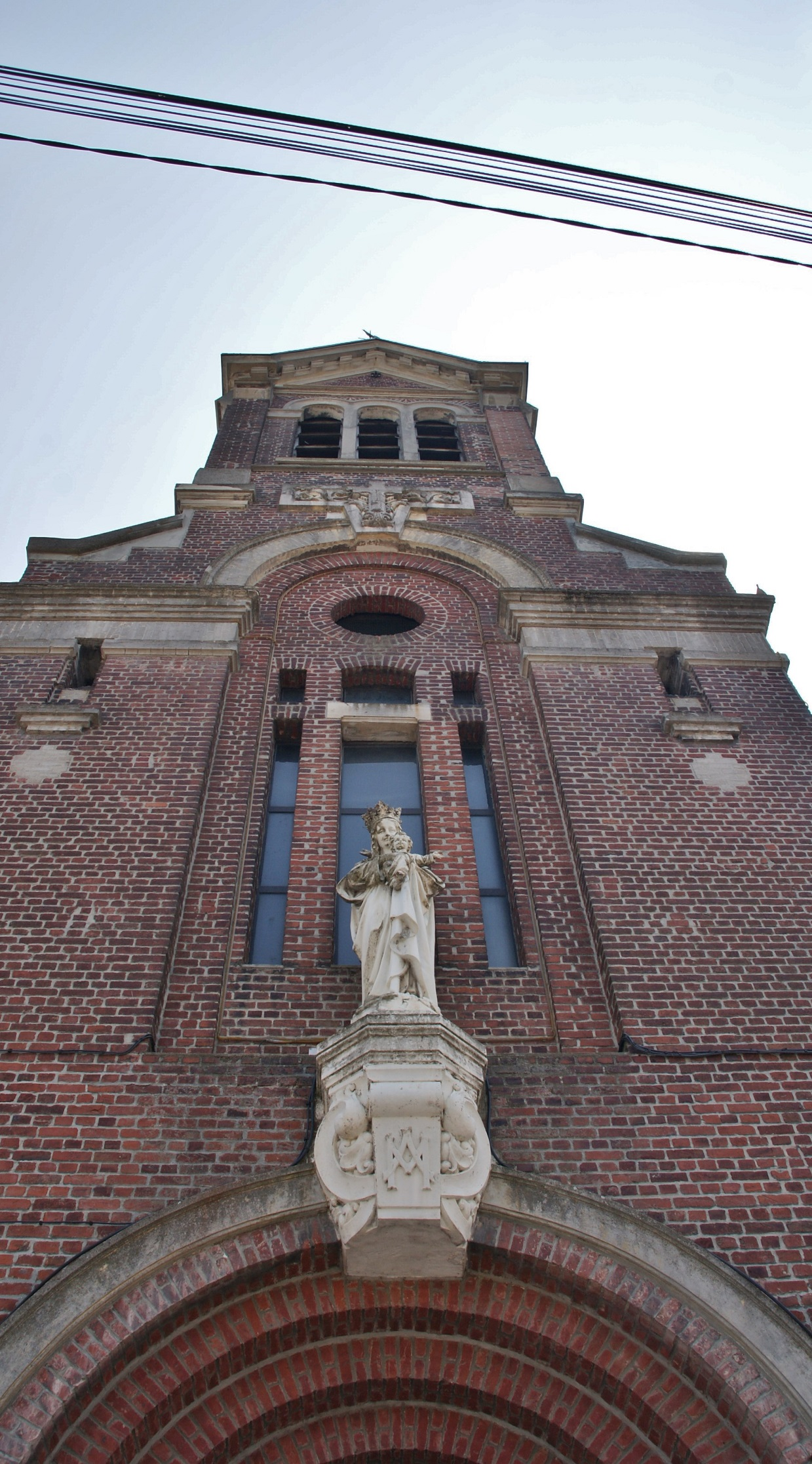
La façade de l'église.
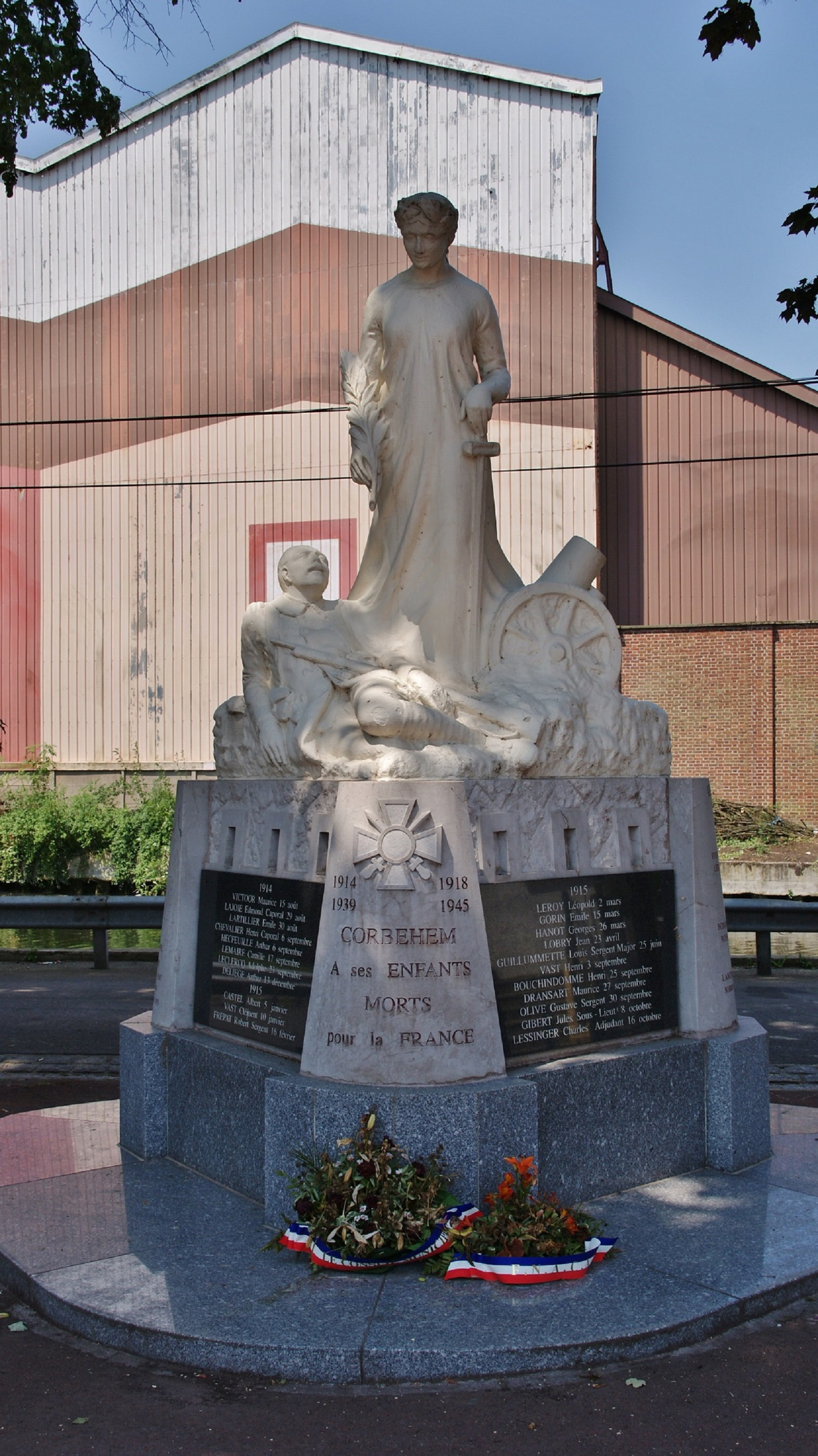
Le monument aux morts.
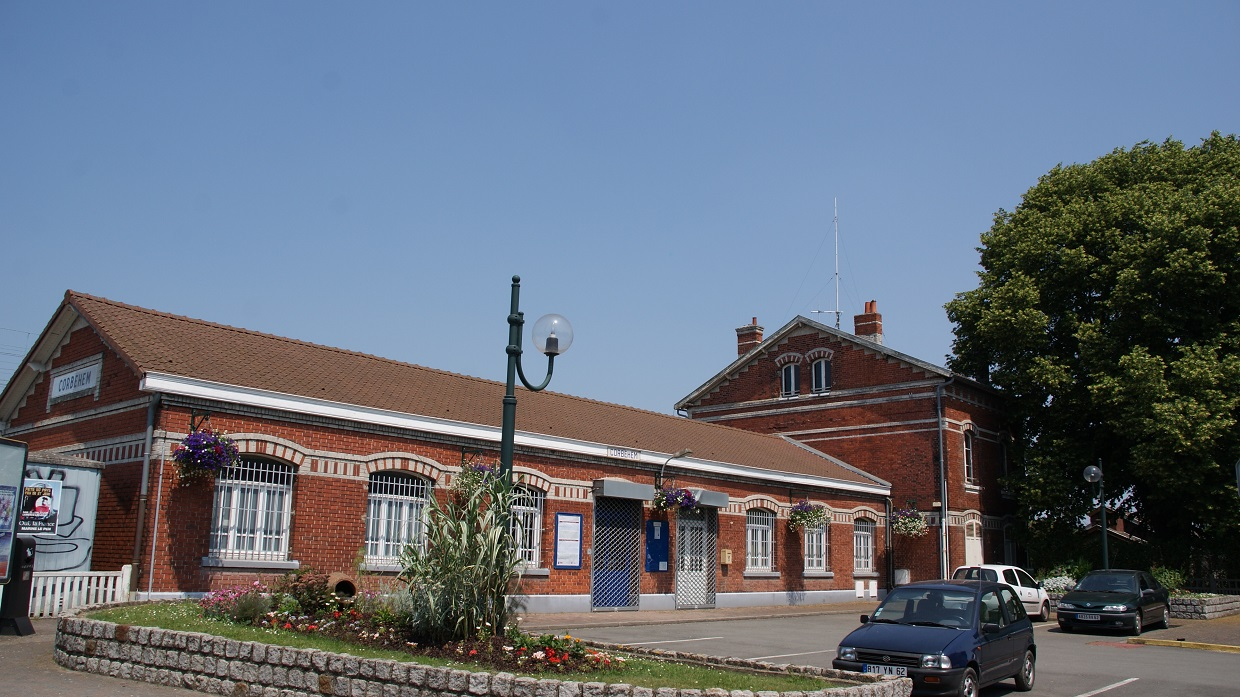
La gare.
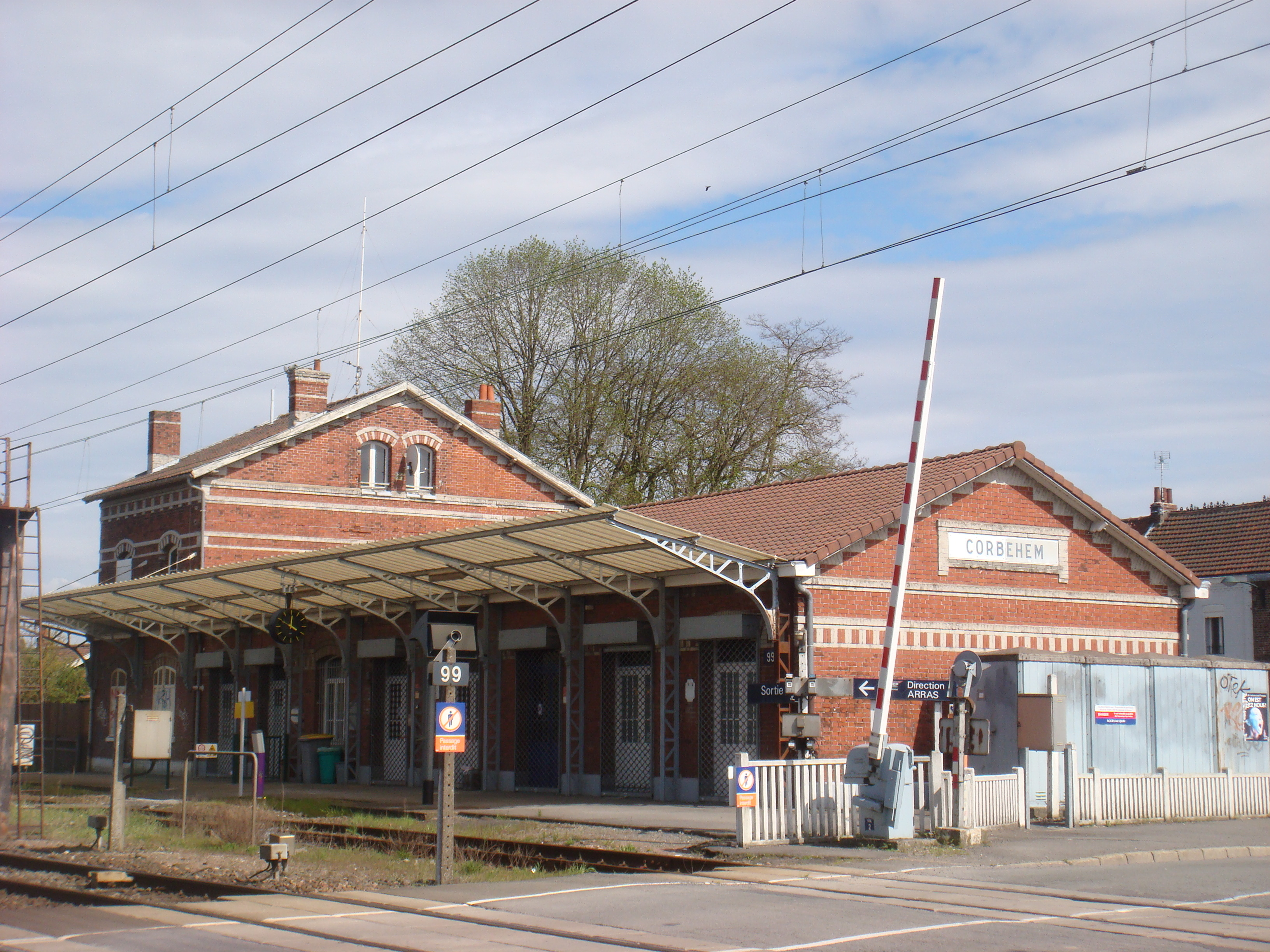
Intérieur de la gare.

### Géants de processions et de cortèges

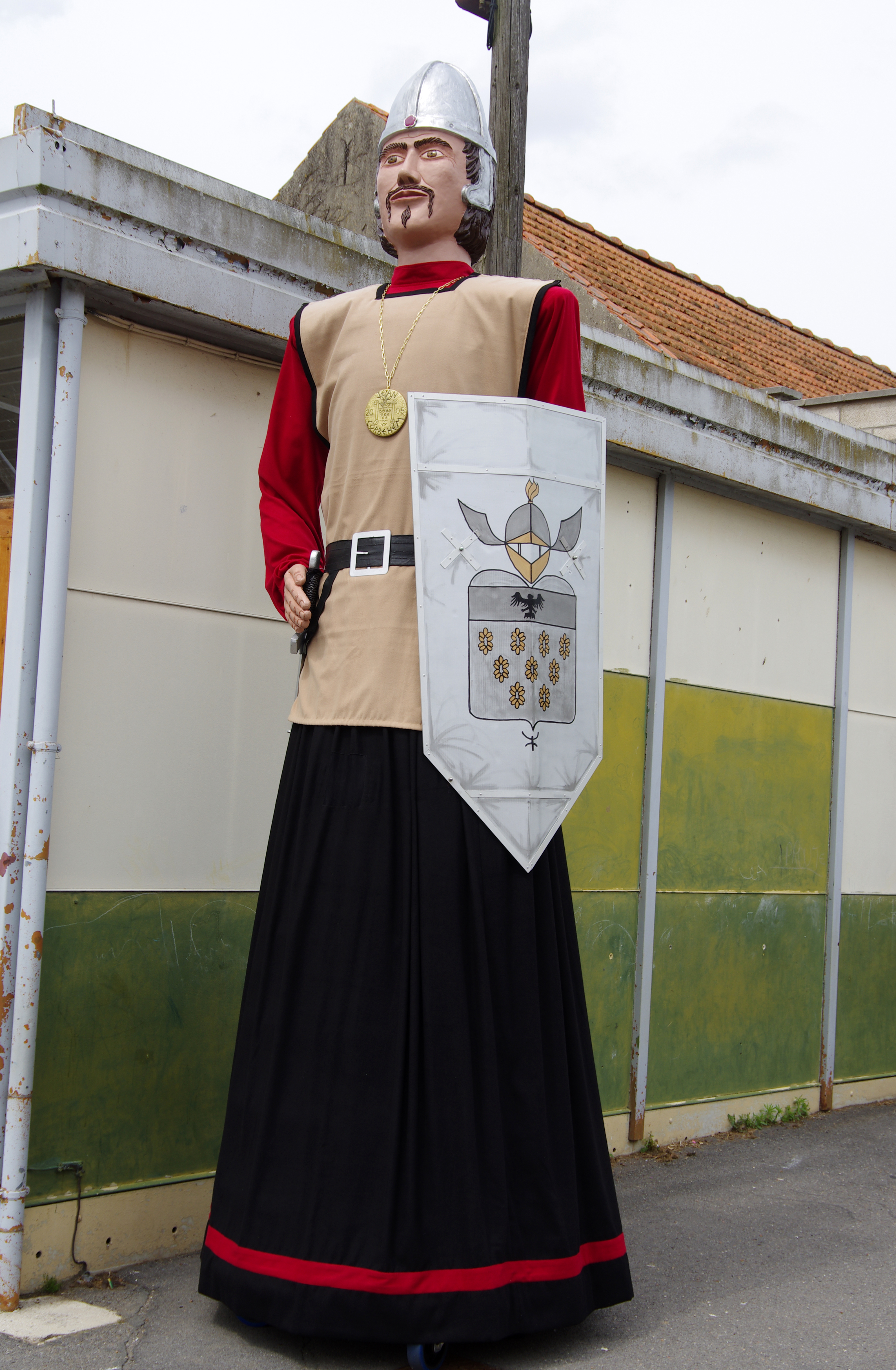
Jean de Corbehem, en visite à Roclincourt en 2011.

- Géant Jean de Corbehem[64].

### Héraldique
| Blason de Corbehem | Blason  | De gueules à neuf flammes d'or ordonnées 4, 3 et 2 ; au chef du même chargé d'une aigle de sable. Ornements extérieursCroix de guerre 1914-1918 |
| Blason de Corbehem | Détails | Le statut officiel du blason reste à déterminer.                                                                                                |

## Pour approfondir